# Reputantibus
 Reputantibus  è un'enciclica di papa Leone XIII, datata 20 agosto 1901, scritta all'Episcopato della Boemia e della Moravia sull'uso della lingua nazionale.